# Lars Onsager
Lars Onsager (Kristiania (Oslo) 1903. november 27. – Coral Gables, Florida, USA, 1976. október 5.) norvég fiziko-kémikus, 1968-ban kémiai Nobel-díjat kapott.

## Életrajza
Lars Onsager az egykori Kristianiában (a mai Oslóban), Norvégiában született. Édesapja ügyvéd volt. Középiskolai tanulmányait Oslóban végezte, majd a Norvég Műegyetemre iratkozott be Trondheimben, ahol 1925-ben vegyészmérnökként végzett.
Munkásságának első eredménye egy korrekció volt a Debye-Hückel elektrolit oldat elméletben. Az ionok Brown-mozgását írta le az oldatban. 1926-ban Zürichbe utazott Debye-hoz és megmondta neki, hogy az elmélete hibás. Ez annyira megnyerte Debye tetszését, hogy meghívta tanársegédnek a Zürichi Műegyetemre, ahol két évig dolgozott nála.
1928-ban a Johns Hopkins Egyetemre ment át, Amerikába, Baltimore-ba. Itt kémiát tanított elsősöknek, de hamar kiderült róla, hogy bár jó elméleti szakember, de rossz tanár. Otthagyta hát a Johns Hopkins Egyetemet és a Brown Egyetemen vállalt állást magasabb évesek statisztikus fizikai és termodinamikai képzésében. Egyik igen tehetséges diákjával együtt a Yale Egyetemre mentek át. Itt is dolgozott azután 1972-ben bekövetkezett haláláig.

## Kutatásai
A Brown Egyetemen a hőmérsékleti gradiens hatására bekövetkező diffúzió jelenségét vizsgálta. A róla elnevezett, a transzportjelenségeket összefoglaló Onsager-relációkat 1929-ben tette közzé, majd továbbfejlesztett változatát 1931-ben. Az eredmények hosszú ideig nem keltették föl a tudományos közvélemény érdeklődését. Csak a II. világháború után figyeltek föl rá, s 1968-ban nyerte el velük a kémiai Nobel-díjat.
Az 1930-as években Onsager a dielektrikumok dipólelméletén dolgozott. Az eredményeiről írt közleményt Debye lapjába küldte be, de Debye a cikk közlését elutasította. Az 1940-es években Onsager a statisztikus mechanika elméletét és a szilárd anyagokban végbemenő fázisátalakulásokat tanulmányozta. 1944-ben egzakt megoldást adott a 2 dimenziós Ising modellre.
1947-ben az Egyesült Államok Tudományos Akadémiája tagjává választották. A második világháború után, 1949-ben, elméleti magyarázatot adott a szuperfolyékonyság jelenségére a folyékony héliumban. (Ezt a megoldást Richard Feynman két évvel később, tőle függetlenül, fölfedezte.)
Onsager dolgozott a folyadékkristályok és a jég elektromos tulajdonságait leíró, valamint a fémek mágneses tulajdonságait leíró elméleten is. Munkásságáért Lorentz Éremmel tüntették ki 1958-ban.

## Onsager mátrixa a transzport jelenségekről
Az intenzív mennyiségek gradiensének hatására extenzív mennyiségek árama alakulhat ki. Mivel egy intenzív mennyiségek gradiensének hatására többféle extenzív mennyiségek áramlása indulhat, (tehát egy extenzív mennyiség árama többféle intenzív mennyiségének gradiensére is megindulhat), ezért a jelenségek mátrixos elrendezésben foglalhatók össze.
| Intenzív fizikai mennyiségek gradiense által kiváltott extenzív mennyiségek árama | Intenzív fizikai mennyiségek gradiense által kiváltott extenzív mennyiségek árama | Intenzív fizikai mennyiségek gradiense által kiváltott extenzív mennyiségek árama | Intenzív fizikai mennyiségek gradiense által kiváltott extenzív mennyiségek árama | Intenzív fizikai mennyiségek gradiense által kiváltott extenzív mennyiségek árama |  |
|                                                                                   | Impulzusáram, Imv                                                                 | Anyagmennyiségáram, In                                                            | Hőáram, IQ                                                                        | Elektromos töltésáram, Iq                                                         |  |
| --------------------------------------------------------------------------------- | --------------------------------------------------------------------------------- | --------------------------------------------------------------------------------- | --------------------------------------------------------------------------------- | --------------------------------------------------------------------------------- |  |
| gradv                                                                             | Viszkozitás,η Newton                                                              |                                                                                   |                                                                                   |                                                                                   |  |
| gradc                                                                             |                                                                                   | Diffúzió, D Fick                                                                  | Termodiffúzió, Dufour                                                             | Ülepedés, Dorn                                                                    |  |
| gradT                                                                             |                                                                                   | Termodiffúzió, Soret                                                              | Hővezetés, λ Fourier                                                              | Termoelektromosság, termoelem, Seebeck                                            |  |
| gradU                                                                             |                                                                                   | Elektrolízis, Faraday                                                             | Termoelektromosság, hőszivattyú, Peltier                                          | Elektromos vezetés, κ Ohm                                                         |  |